# カール・アレクサンダー (ザクセン＝ヴァイマル＝アイゼナハ大公)
カール・アレクサンダー・フォン・ザクセン＝ヴァイマル＝アイゼナハ（ドイツ語: Carl (Karl) Alexander von Sachsen-Weimar-Eisenach, 1818年6月24日 - 1901年1月5日）は、ザクセン＝ヴァイマル＝アイゼナハ大公（在位：1853年 - 1901年）。

## 生涯
ザクセン＝ヴァイマル＝アイゼナハ大公カール・フリードリヒとその妻でロシア皇帝パーヴェル1世の娘であるマリア・パヴロヴナとの間の次男として、ヴァイマルで生まれた。全名はカール・アレクサンダー・アウグスト・ヨハン（Carl Alexander August Johann）。兄パウル・アレクサンダーはカール・アレクサンダーが生まれる12年前に死んでいたため、生まれたときから大公家の世継ぎであった。母マリアはヨハン・ヴォルフガング・フォン・ゲーテの友人であったフレデリック・ソレを息子の家庭教師に選んだ。
大公世子だった頃、文学者のファニー・レヴァルトやハンス・クリスチャン・アンデルセンと親しい友人関係を築いたが、ドイツ連邦とデンマークの間で1849年にシュレースヴィヒ＝ホルシュタイン公国の帰属をめぐる第一次シュレースヴィヒ＝ホルシュタイン戦争が起きると、アンデルセンとの友情は決裂した。1853年7月8日に父が死ぬと大公位を継承することになったが、ゲーテの誕生日である1853年8月23日になるまで即位するのを待っている。
ヴァルトブルク城を修復し、アイゼナハの様々な場所に自分の名前を残した。大公はリヒャルト・ワーグナーやフランツ・リストの後援者であり、ヴァイマル古典主義の時代の伝統を保持し、古いヴァイマルの町を新装し、ヨハン・ゴットフリート・ヘルダーやゲーテ、フリードリヒ・フォン・シラーといったヴァイマルゆかりの偉人たちのモニュメントを築いて美化に努めた。1860年、アルノルト・ベックリン、フランツ・フォン・レンバッハ、ラインホルト・ベガスの協力を得てヴァイマル美術学校を創立している。大公として、カール・アレクサンダーはイェーナ大学の総長を務めていたが、彼は大学の数ある収集品の中でも、特にイェーナ大学東洋貨幣コレクション (en) の収集事業を熱心に支援した。1900年11月にはヴァイマルにゲーテ連盟が成立した。カール・アレクサンダーの治世は、再び文芸復興の気運が見られたことから「ヴァイマルの銀の時代」と呼ばれている。
普仏戦争にも友邦プロイセンとの誼で参加している。スペインの金羊毛騎士団の1045番目の騎士であり、またポルトガルの塔と剣の騎士団勲章の最高勲章も受章している。1901年にヴァイマルで亡くなった。一人息子のカール・アウグストは既に亡くなっていたため、孫息子のヴィルヘルム・エルンストが大公位を継承した。

## 結婚と子女
1842年10月8日、カール・アレクサンダーはオランダ王ウィレム2世の娘ゾフィーと結婚した。カール・アレクサンダーの母マリア・パヴロヴナとゾフィーの母アンナ・パヴロヴナは姉妹であり、したがって夫妻は従兄妹同士だった。カール・アレクサンダーとゾフィーは4人の子供をもうけた。
- カール・アウグスト・ヴィルヘルム・ニコラウス・アレクサンダー・ミヒャエル・ベルンハルト・ハインリヒ・フリードリヒ・シュテファン（1844年 - 1894年）
- マリー・アンナ・アレクサンドリーネ・ゾフィー・アウグステ・ヘレーネ（1849年 - 1922年）　1876年、ロイス侯子ハインリヒ7世・ロイス・ツー・ケストリッツと結婚
- マリア・アンナ・ゾフィア・エリーザベト・ベルンハルディーネ・イーダ・アウグステ・ヘレーネ（1851年 - 1859年）
- エリーザベト・シッビーレ・マリー・ドロテア・ルイーゼ・アンネ・アマーリエ（1854年 - 1908年）　1884年、メクレンブルク公ヨハン・アルブレヒトと結婚

## ギャラリー
- ルイーゼ・ザイドラーによる幼年期の肖像画（1825年）
- カール・アレクサンダーを描いた統一ターラー
- ベルトルト・ヴォルツェによる肖像画